# Olios spiculosus
Olios spiculosus là một loài nhện trong họ Sparassidae.
Loài này thuộc chi Olios. Olios spiculosus được Mary Agard Pocock miêu tả năm 1901.